# Héðinsfjarðargöng
Die Héðinsfjarðargöng sind Straßentunnel im Nordosten von Island auf der Halbinsel Tröllaskagi.
Mit der direkten Straßenverbindung durch den Siglufjarðarvegur  beträgt die Entfernung zwischen den Orten Ólafsfjörður und Siglufjörður nur noch 17 km.
Vor diesem Tunnel war die Fahrstrecke des Ólafsfjarðarvegurs  über die Hochebene Lágheiði etwa 60 km länger.
Und wenn diese Strecke wetterbedingt unbefahrbar war, waren sogar 230 km über die Ringstraße zu fahren.
Die neue Verbindung besteht aus zwei Tunneln.
Das Teilstück zwischen Siglufjörður und dem Héðinsfjörður ist seit März 2009 durchbrochen und 3,7 Kilometer lang.
Im unbewohnten Héðinsfjörður verläuft eine 600 m kurze Straße, die dann durch den 6,9 Kilometer langen Tunnel (Durchbruch im April 2009) nach Ólafsfjörður führt.
Mit den Zufahrtsstraßen ergibt sich die genannte Länge.
Die Straßen und die Tunnel sind zweispurig und wurden am 2. Oktober 2010 eröffnet.

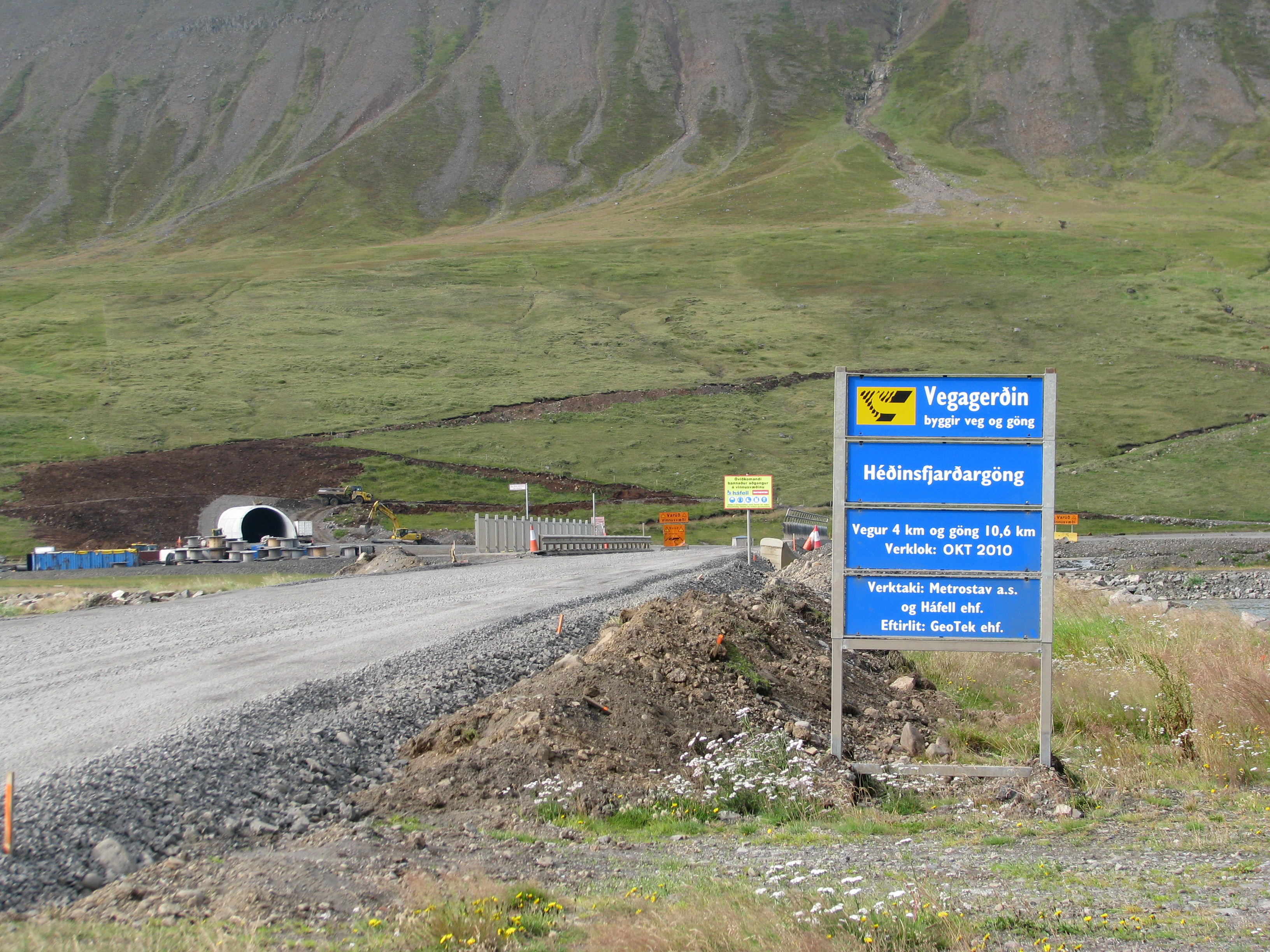
Tunnelportal bei Ólafsfjördur